# 232

## Nașteri
- 9 august: Marcus Aurelius Probus  (d. 282)
- 19 august: Florianus  (d. 276)